# 사오관시
사오관(소관, 중국어: 韶关, 병음: Sháoguān)은 중화인민공화국 광둥성 북부에 위치한 지급시이다.

## 역사
사오관의 역사는 오래되었고 10만년 전부터 인류가 활동을 하고 있어 시내에는 구석기시대 이후의 유적이 점재하고 있다. 춘추시대에는 형주, 양주의 관할이었고 전국시대에는 초나라의 세력하에, 진대에는 남해군(南海郡)의 관할이었다. 기원전 111년, 전한은 현재의 광둥 성 북부에 곡강현(曲江縣)을 설치해, 사오관 시의 구역이 관할하에 놓여졌다.
삼국시대의 265년, 오나라는 광둥 성 북부에 시흥군과 그 하부 행정구역으로서 곡강현 등의 6현을 설치했고, 군청을 곡강(현재의 시가지)에 설치했다. 남북조시대 이후에는 주와 군이 설치되어, 사오관 시는 형주(衡州)의 관할이 되었다. 그리고 수나라 때인 589년에 주 북부의 명승지인 소석산(韶石山)과 관련해 소주(韶州)로 개칭되어, 그 이후의 왕조들까지 소주의 명칭이 계승되었다. 명청대에는 현재의 사오관 시에 세관이 설치된 것에서, 소관이라는 통칭이 발생하였다.
국공내전의 결과 중국 공산당에 의한 지배가 시작되면서, 1949년 11월에 광둥 성은 베이장 임시행정위원회(北江臨時行政委員会)를 설치, 사오관 시와 취장 현 등의 17현시를 관할로 했다. 1950년 1월에 임시위원회는 베이장 전구(北江専区)로 개칭했고, 1956년에 사오관 전구(韶関専区)가 설치되었다가 1970년에 사오관 지구(韶関地区)로 개칭했다. 1975년 11월에 지급시로서 사오관 시로 재차 개편되어 취장 현을 관할하게 되었다. 1983년의 지방 행정 합병으로 현재의 행정구역이 탄생하였다.

## 지리
광둥 성의 북부에 위치하고 허위안 시, 후이저우 시, 광저우시, 칭위안 시, 장시성 간저우 시, 후난성 천저우 시에 접한다.
'광둥의 북문'으로 불려 예부터 북방 지역과 화남을 연결하는 교통의 요충이었다. 사오관은 징광 철도에 위치하고 광저우에서 북쪽으로 221km 떨어져있다. 사오관은 인접한 징주 고속도로를 통해 쉽게 접근이 가능하다.
사오관은 북서쪽의 우 강과 북동쪽의 전 강이 합류해 베이 강이 되어 남쪽 광저우로 흐르는 곳이다.
사오관 중심가는 우 강과 전 강 사이의 반도에 위치해있다. 도시로부터 하류로 12km 떨어진 지점에 댐이 있다. 도시에는 강기슭을 따라 가로수가 있는 20km길이의 산책길이 있다. 세 개의 강을 건너는 7개의 다리가 있다.
연평균 기온은 20도 전후이고 1월 평균기온은 10도 전후, 7월 평균기온은 30도에 달한다. 연평균 강수량은 1400~1900mm이고 봄, 여름에 비가 많고 가을, 겨울에 적다. 무상일수는 310일이고 북부의 산지에서는 눈을 볼 수 있다.
| 사오관시의 기후                                               | 사오관시의 기후 | 사오관시의 기후 | 사오관시의 기후 | 사오관시의 기후 | 사오관시의 기후 | 사오관시의 기후 | 사오관시의 기후 | 사오관시의 기후 | 사오관시의 기후 | 사오관시의 기후 | 사오관시의 기후 | 사오관시의 기후 | 사오관시의 기후 |
| 월                                                            | 1월             | 2월             | 3월             | 4월             | 5월             | 6월             | 7월             | 8월             | 9월             | 10월            | 11월            | 12월            | 연간            |
| ------------------------------------------------------------- | --------------- | --------------- | --------------- | --------------- | --------------- | --------------- | --------------- | --------------- | --------------- | --------------- | --------------- | --------------- | --------------- |
| 역대 최고 기온 °C (°F)                                        | 27.7 (81.9)     | 30.5 (86.9)     | 32.6 (90.7)     | 33.7 (92.7)     | 36.4 (97.5)     | 38.5 (101.3)    | 40.4 (104.7)    | 40.3 (104.5)    | 38.3 (100.9)    | 36.6 (97.9)     | 34.0 (93.2)     | 28.5 (83.3)     | 40.4 (104.7)    |
| 일평균 최고 기온 °C (°F)                                      | 14.9 (58.8)     | 17.2 (63.0)     | 19.7 (67.5)     | 25.1 (77.2)     | 29.0 (84.2)     | 31.5 (88.7)     | 33.8 (92.8)     | 33.7 (92.7)     | 31.4 (88.5)     | 27.9 (82.2)     | 22.8 (73.0)     | 17.2 (63.0)     | 25.3 (77.6)     |
| 일일 평균 기온 °C (°F)                                        | 10.3 (50.5)     | 12.7 (54.9)     | 15.6 (60.1)     | 20.9 (69.6)     | 24.7 (76.5)     | 27.3 (81.1)     | 28.8 (83.8)     | 28.4 (83.1)     | 26.2 (79.2)     | 22.2 (72.0)     | 17.0 (62.6)     | 11.7 (53.1)     | 20.5 (68.9)     |
| 일평균 최저 기온 °C (°F)                                      | 7.2 (45.0)      | 9.6 (49.3)      | 12.8 (55.0)     | 17.8 (64.0)     | 21.6 (70.9)     | 24.4 (75.9)     | 25.4 (77.7)     | 24.9 (76.8)     | 22.6 (72.7)     | 18.1 (64.6)     | 13.1 (55.6)     | 8.0 (46.4)      | 17.1 (62.8)     |
| 역대 최저 기온 °C (°F)                                        | −2.5 (27.5)     | −1.4 (29.5)     | 0.9 (33.6)      | 5.7 (42.3)      | 12.7 (54.9)     | 16.6 (61.9)     | 20.1 (68.2)     | 20.1 (68.2)     | 15.1 (59.2)     | 6.3 (43.3)      | 1.6 (34.9)      | −4.3 (24.3)     | −4.3 (24.3)     |
| 평균 강수량 mm (인치)                                         | 78.1 (3.07)     | 88.9 (3.50)     | 189.7 (7.47)    | 207.1 (8.15)    | 303.3 (11.94)   | 288.5 (11.36)   | 151.7 (5.97)    | 144.1 (5.67)    | 93.3 (3.67)     | 46.2 (1.82)     | 64.9 (2.56)     | 56.9 (2.24)     | 1,712.7 (67.42) |
| 평균 강수일수 (≥ 0.1 mm)                                      | 10.9            | 12.1            | 18.6            | 17.0            | 18.3            | 18.7            | 14.1            | 14.0            | 10.3            | 5.9             | 7.6             | 7.8             | 155.3           |
| 평균 강설일수                                                 | 0.4             | 0.1             | 0               | 0               | 0               | 0               | 0               | 0               | 0               | 0               | 0               | 0.2             | 0.7             |
| 평균 상대 습도 (%)                                            | 77              | 78              | 82              | 81              | 81              | 81              | 77              | 78              | 78              | 73              | 75              | 74              | 78              |
| 평균 월간 일조시간                                            | 87.2            | 77.7            | 66.8            | 88.5            | 123.9           | 145.8           | 214.1           | 198.8           | 171.9           | 171.4           | 137.5           | 125.8           | 1,609.4         |
| 가능 일조율                                                   | 26              | 24              | 18              | 23              | 30              | 36              | 51              | 50              | 47              | 48              | 42              | 38              | 36              |
| 출처: 중국기상국 (평년값: 1991년~2020년, 극값: 1971년~2010년) |                 |                 |                 |                 |                 |                 |                 |                 |                 |                 |                 |                 |                 |

## 행정 구역

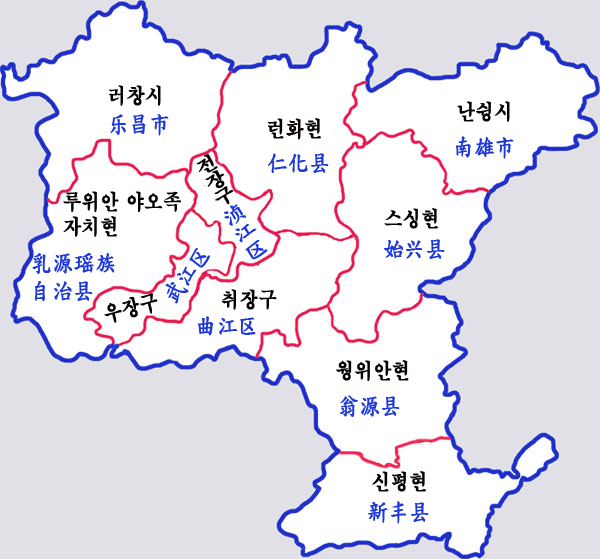
사오관시 현급 행정구역

3개의 시할구, 2개의 현급시, 4개의 현, 1개의 자치현을 관할한다.
시할구
- 취장 구(曲江区)
- 우장 구(武江区)
- 전장 구(浈江区)

현급시
- 러창 시(乐昌市)
- 난쉉 시(南雄市)

현
- 런화 현(仁化县)
- 스싱 현(始兴县)
- 웡위안 현(翁源县)
- 신펑 현(新丰县)

자치현
- 루위안 야오족 자치현(乳源瑶族自治县)

## 교통

### 항공
- 샤오관 구이터우 공항

### 철도
- 샤오관 역 (중국철로고속 이용가능)
- 샤오관 동역

## 같이 보기
- 감산덕청